# الخاندرو مایورکاس
الخاندرو نیکلاس مایورکاس (انگلیسی: Alejandro Nicholas Mayorkas؛ زادهٔ ۲۴ نوامبر ۱۹۵۹) یک وکیل و سیاستمدار آمریکایی است که از فوریه ۲۰۲۱ تا ژانویه ۲۰۲۵ به عنوان هفتمین وزیر امنیت میهن ایالات متحده آمریکا خدمت کرد. او پیشتر تحت ریاست‌جمهوری باراک اوباما  از دسامبر ۲۰۱۳ تا اکتبر ۲۰۱۸، ششمین قائم‌مقام وزیر امنیت میهن ایالات متحده آمریکا بوده و از اوت ۲۰۰۹ تا دسامبر ۲۰۱۳ به عنوان مدیر خدمات شهروندی و مهاجرت ایالات متحده آمریکا فعالیت می‌کرده‌است. مایورکاس همچنین از دسامبر ۱۹۹۸ تا آوریل ۲۰۰۱، دادستان ایالات متحده آمریکا در منطقه مرکزی کالیفرنیا بوده‌است.
وی در کوبا متولد و در لس آنجلس بزرگ شد و از دانشگاه کالیفرنیا، برکلی فارغ‌التحصیل شد. در دوران ریاست‌جمهوری بیل کلینتون، مایورکاس به عنوان دادستان ایالات متحده در بخش مرکزی کالیفرنیا خدمت می‌کرد. در دوران ریاست‌جمهوری باراک اوباما، وی در وزارت امنیت میهن ایالات متحده آمریکا، ابتدا به عنوان مدیر خدمات شهروندی و مهاجرت ایالات متحده آمریکا (۲۰۱۳–۲۰۱۳) و سپس به عنوان معاون وزیر (۲۰۱۳–۲۰۱۶) خدمت کرد.
در نوامبر سال ۲۰۲۰، جو بایدن رئیس‌جمهور منتخب اعلام کرد که مایورکاس را به عنوان وزیر امنیت میهن ایالات متحده آمریکا در کابینه خود معرفی خواهد کرد. با کسب رای اعتماد از سنا، او نخستین لاتین‌تبار و مهاجری است که به این سمت برگزیده شده‌است.